# Brzezinka (gmina Brzeźnica)
Brzezinka – wieś w Polsce położona w województwie małopolskim, w powiecie wadowickim, w gminie Brzeźnica, na wschód od Brzeźnicy.
Wieś królewska, położona w powiecie śląskim województwa krakowskiego, należała do klucza czernichowskiego wielkorządów krakowskich. Według podziału administracyjnego Polski obowiązującego w latach 1975–1998 miejscowość należała do województwa bielskiego.

## Historia
- Lokowana w 1381 przez Radwanitów. W 1448 należała do Gotharda. Aż do czasów niepodległości była wsią szlachecką.
- W wieku XIX właścicielem był hrabia Józef Baum z Kopytówki.

## Zabytki
- Duża murowana kaplica z początku XIX w. z barokowym posągiem św. Jana Nepomucena.

## Urodzeni
- Henryk Kowalówka ps. „Dziedzic”, „Kosiarz”, „Oset”, „Profesor”, „Skarb”, „Skawa”, „Topola”, „Zrąb” (ur. 5 stycznia 1897, zm. 2 czerwca 1944 w Żabikowie) – pułkownik piechoty Wojska Polskiego, kawaler Orderu Virtuti Militari.

## Straż Pożarna
W miejscowości funkcjonuje jednostka Ochotniczej Straży Pożarnej, której początki sięgają prawdopodobnie końca XIX wieku. W jednostce znajduje się ręczna pompa, na której umieszczona jest data – 1888 rok oraz sztandar na którym wyszyty jest rok 1897.